# کارویتس
کارویتس (به آلمانی: Karwitz) یک شهر در آلمان است که در نیدرزاکسن واقع شده‌است.

## خصوصیات
کارویتس ۳۱٫۶۵ کیلومترمربع مساحت دارد ۳۲-۱۱۰ متر بالاتر از سطح دریا واقع شده‌است.